# Yukarışamlı
Yukarışamlı ist ein Dorf im Landkreis Akköy der türkischen Provinz Denizli. Yukarışamlı liegt etwa 21 km nordwestlich der Provinzhauptstadt Denizli und 8 km nordöstlich von Akköy. Yukarışamlı hatte laut der letzten Volkszählung 592 Einwohner (Stand Ende Dezember 2010).